# جيم كونكويست
جيم كونكويست (بالإنجليزية: Jim Conquest)‏ هو لاعب كرة قدم أسترالية أسترالي، ولد في 30 مايو 1880 في Malvern, Victoria ‏ في أستراليا، وتوفي في 26 أبريل 1960 في Murrumbeena, Victoria ‏ في أستراليا.

## وصلات خارجية
- جيم كونكويست على موقع AustralianFootball.com (الإنجليزية)
- جيم كونكويست على موقع AFLtables.com (الإنجليزية)